# Eupithecia suspiciosata
Eupithecia suspiciosata là một loài bướm đêm trong họ Geometridae.